# Kjell Lynau
Kjell Lynau (22. března 1922 – 21. července 1983) byl norský redaktor a fotograf.

## Životopis
Začínal jako novinář v Nordstrands Blad a Akersposten v letech 1941 až 1944, poté v Norské zpravodajské agentuře v letech 1945 až 1952. V roce 1952 byl najat jako pomocník v Billedbladet Nå a od roku 1954 do roku 1983 byl redaktorem časopisu. Od roku 1955 do roku 1960 také předsedal sdružení Periodical Press Association.

## Galerie

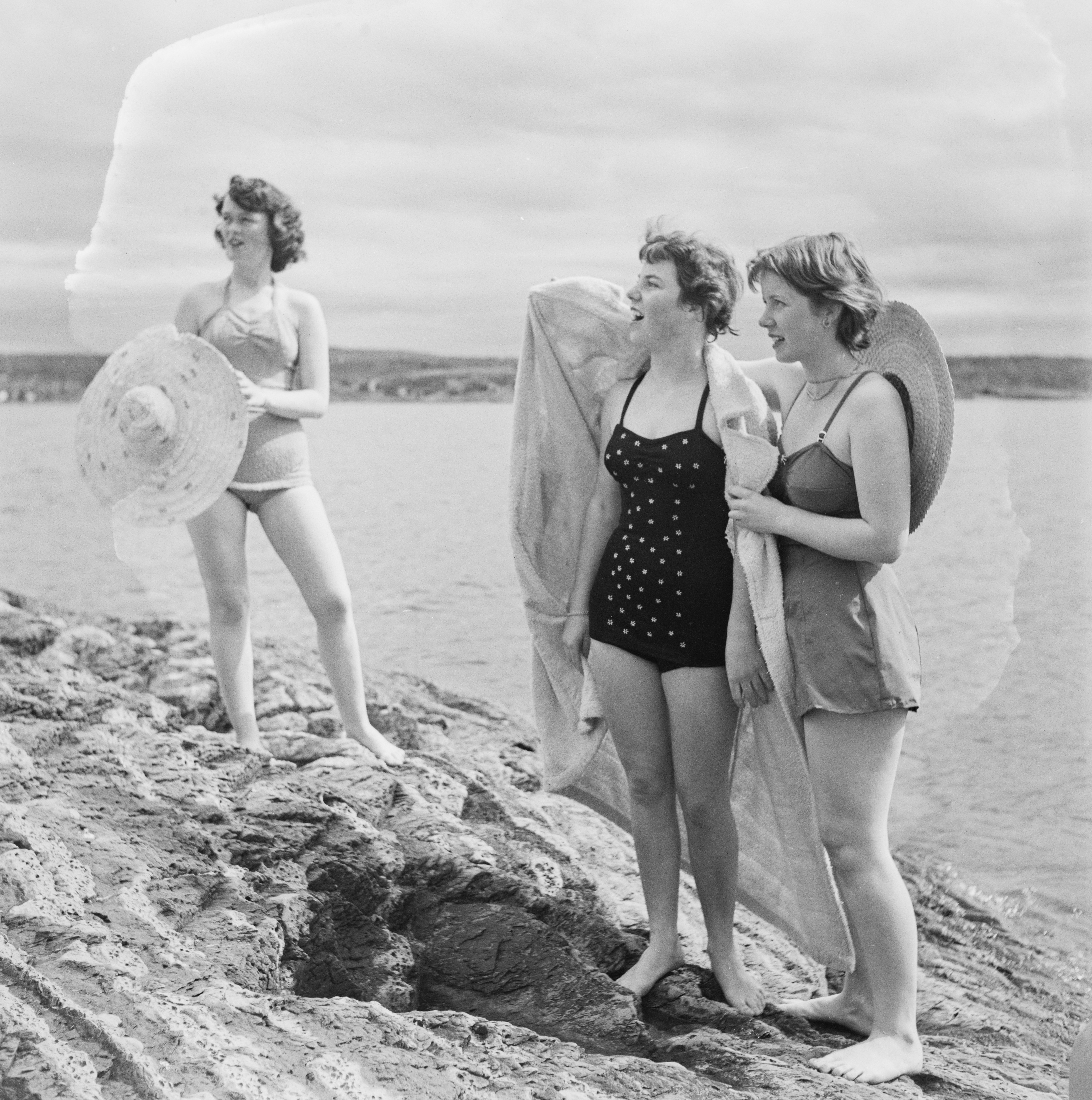
Reklama na plavky, 1954
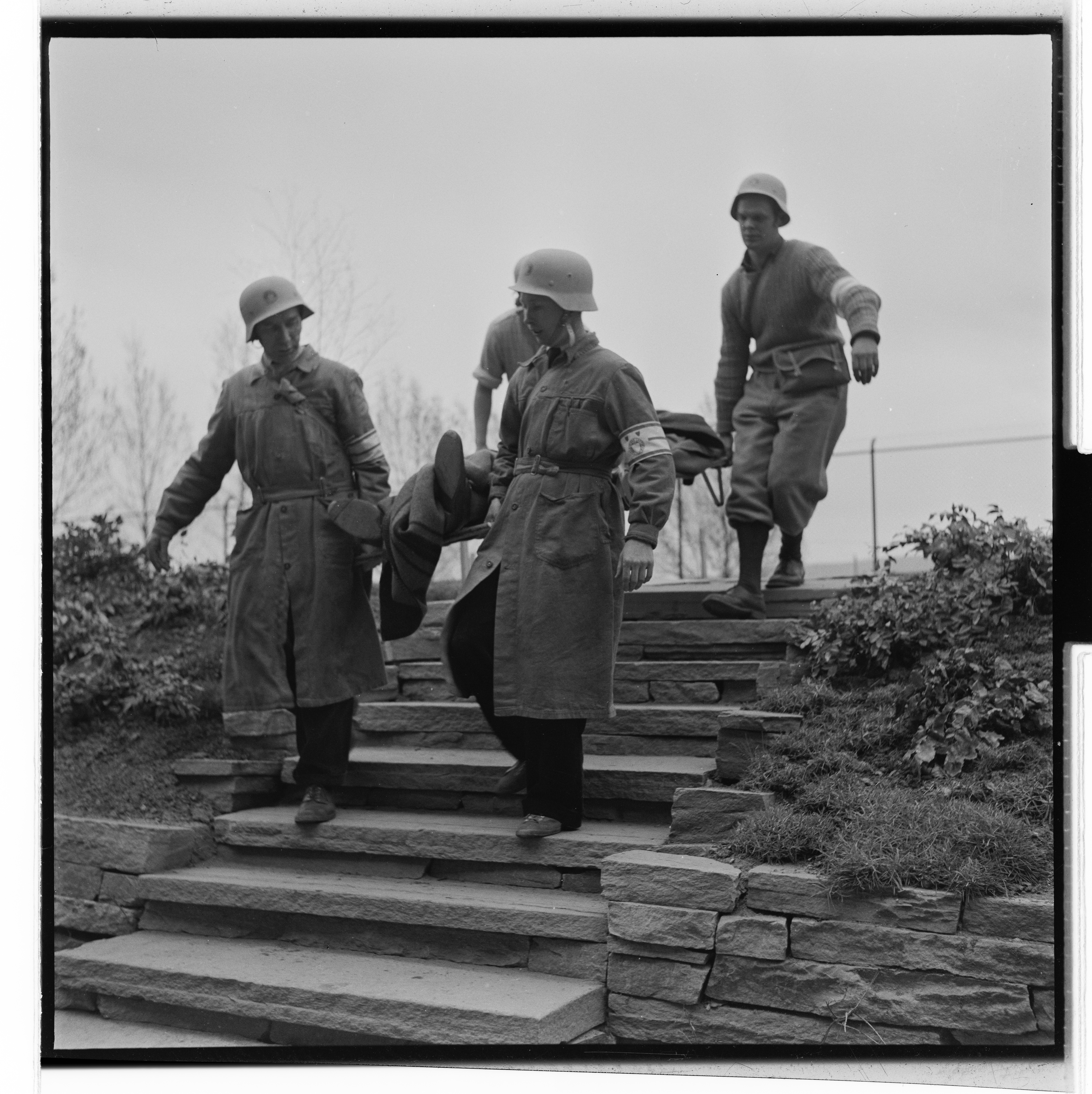
Cvičení požární ochrany, 1954
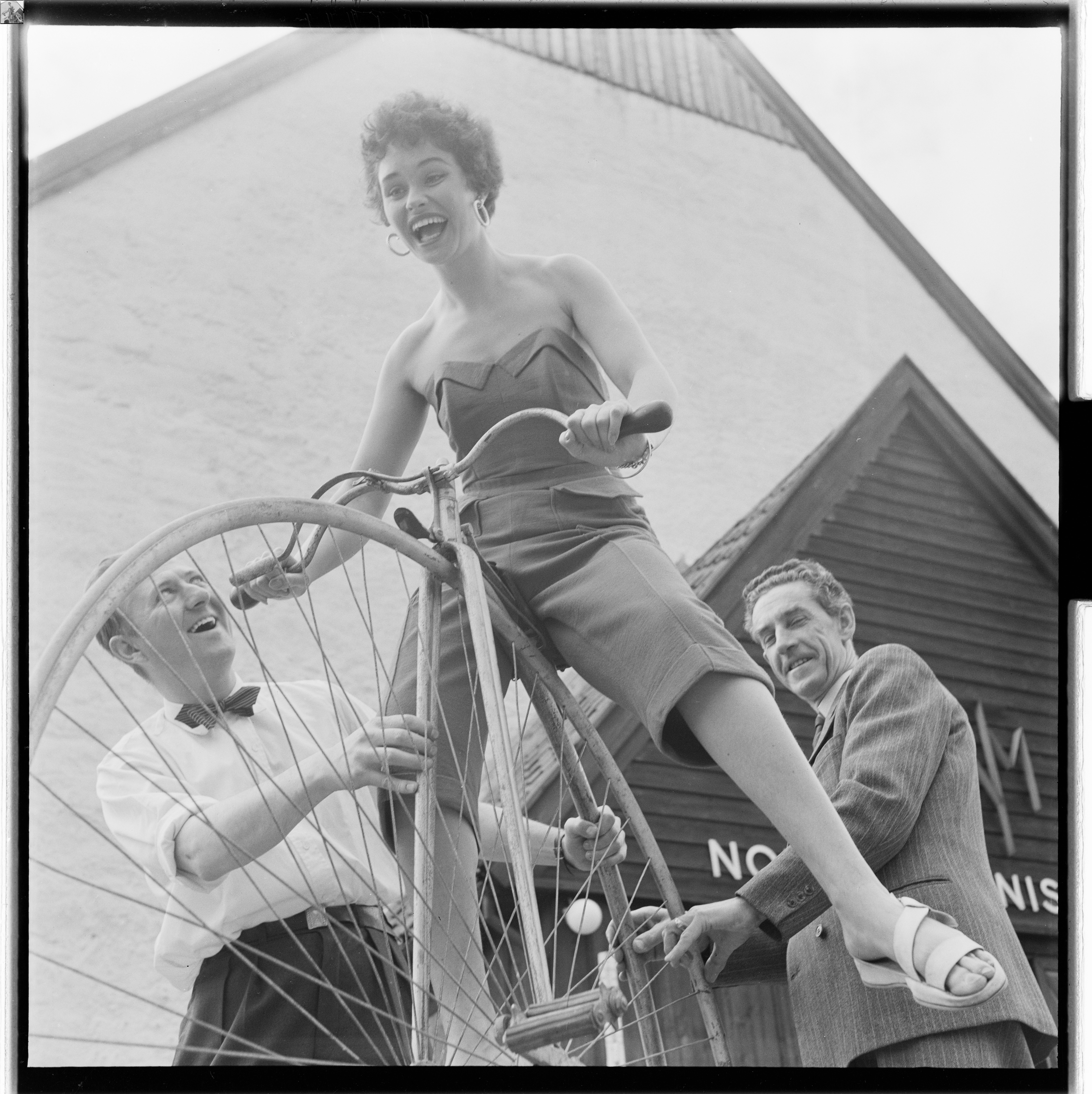
Norská herečka Ingrid Vardund na velocipedu, 1954
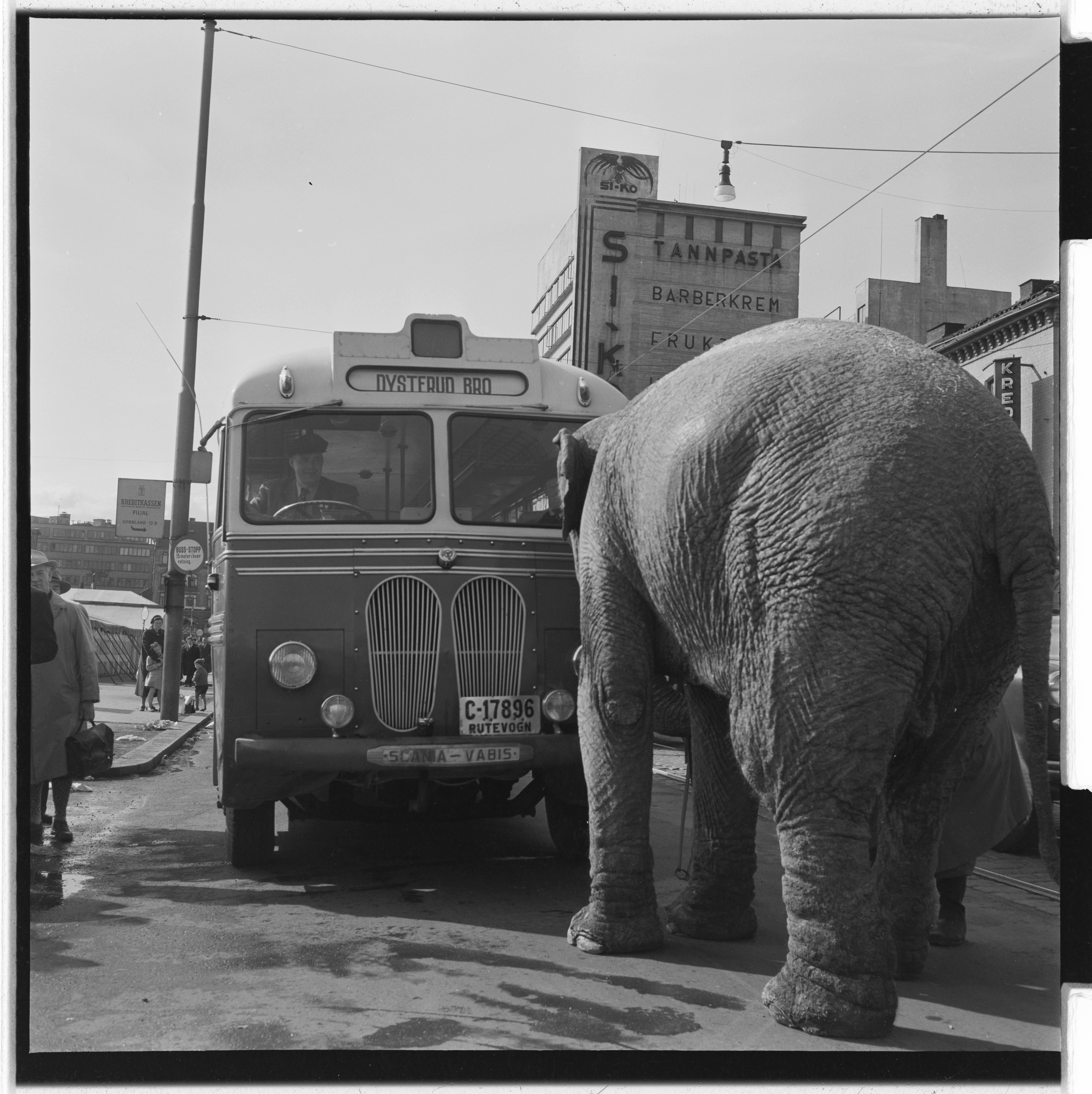
Slon na náměstí v Grønlandu, 1954
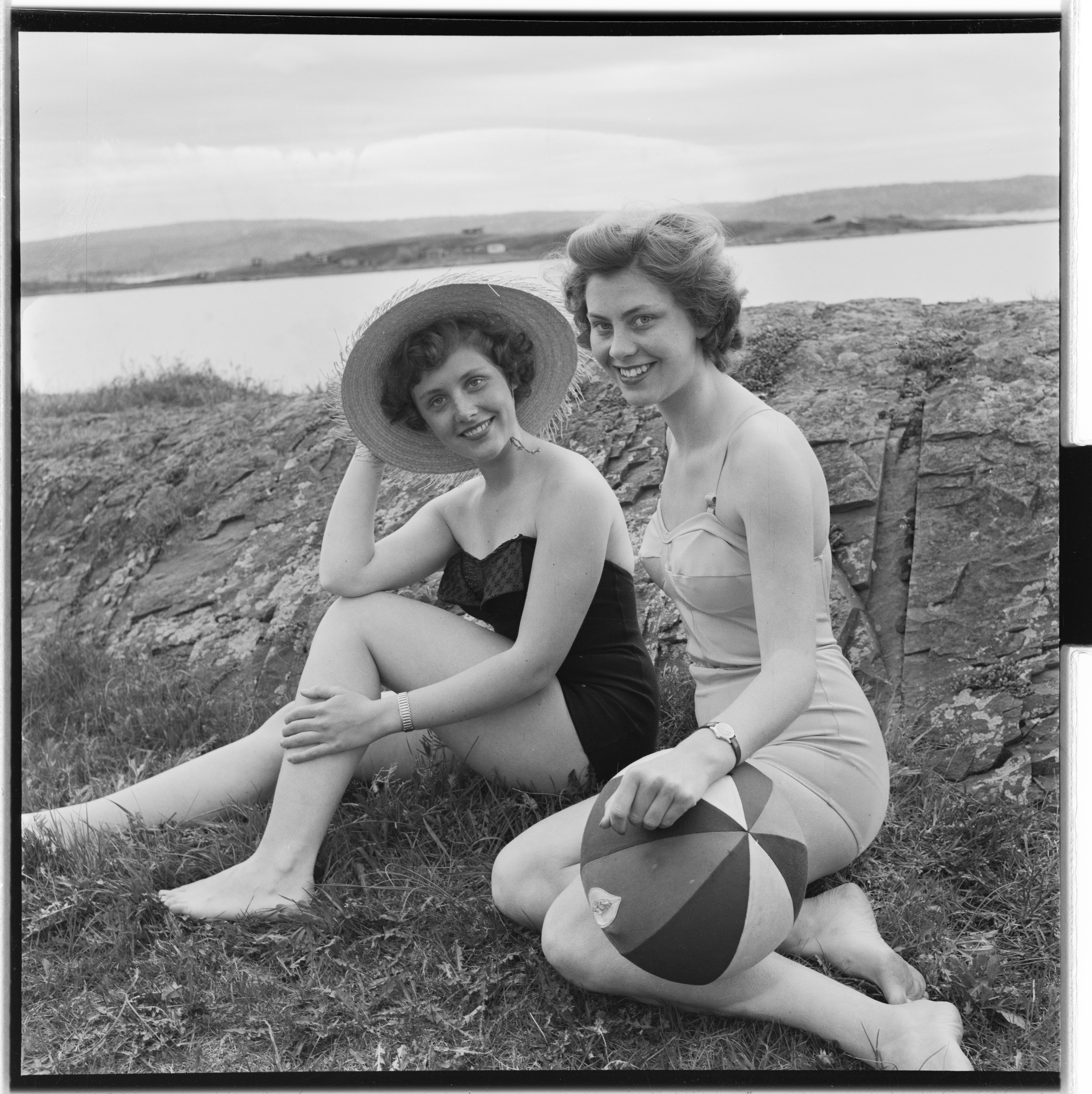
Reklama na plavky, 1954
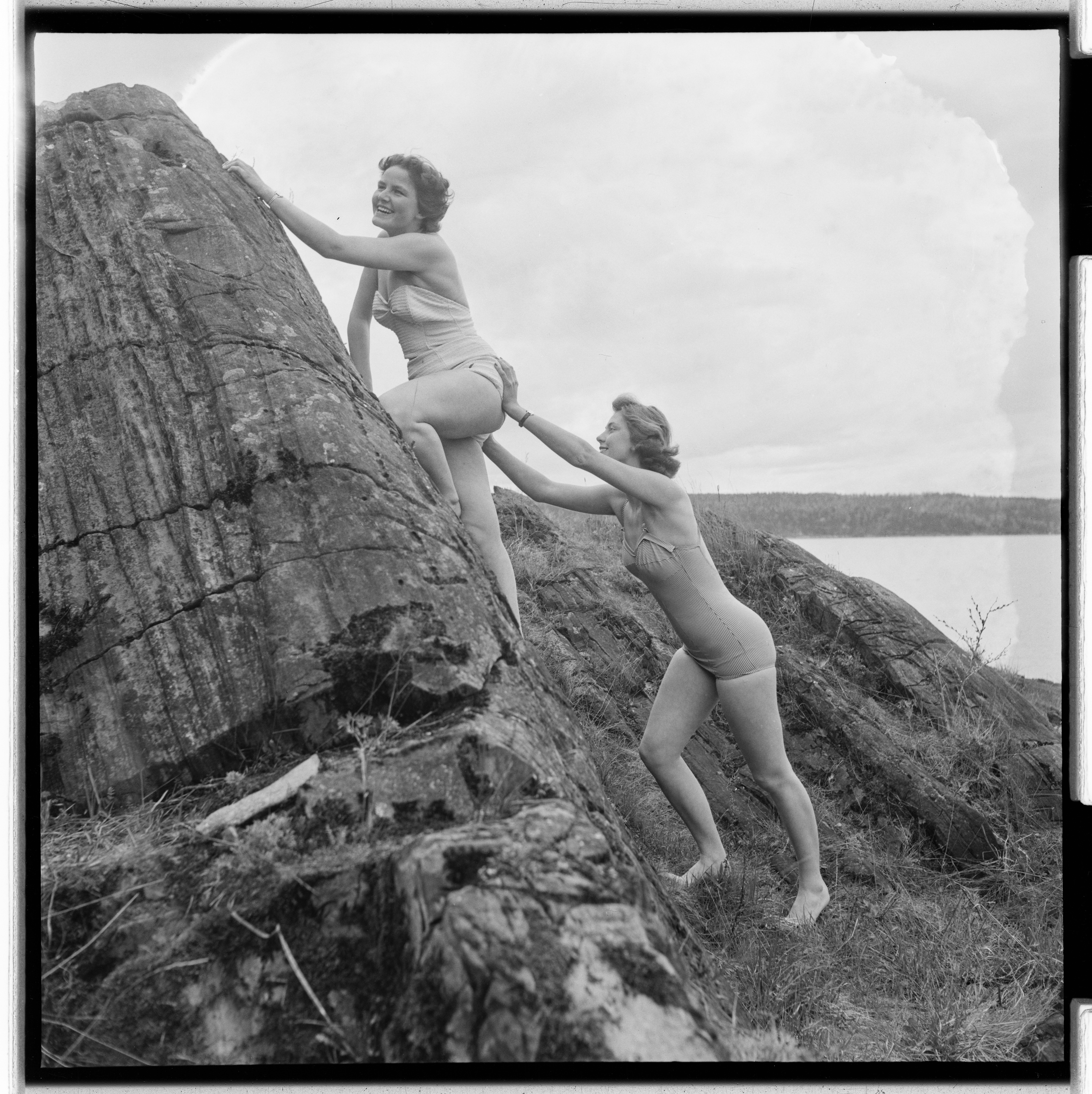
Reklama na plavky
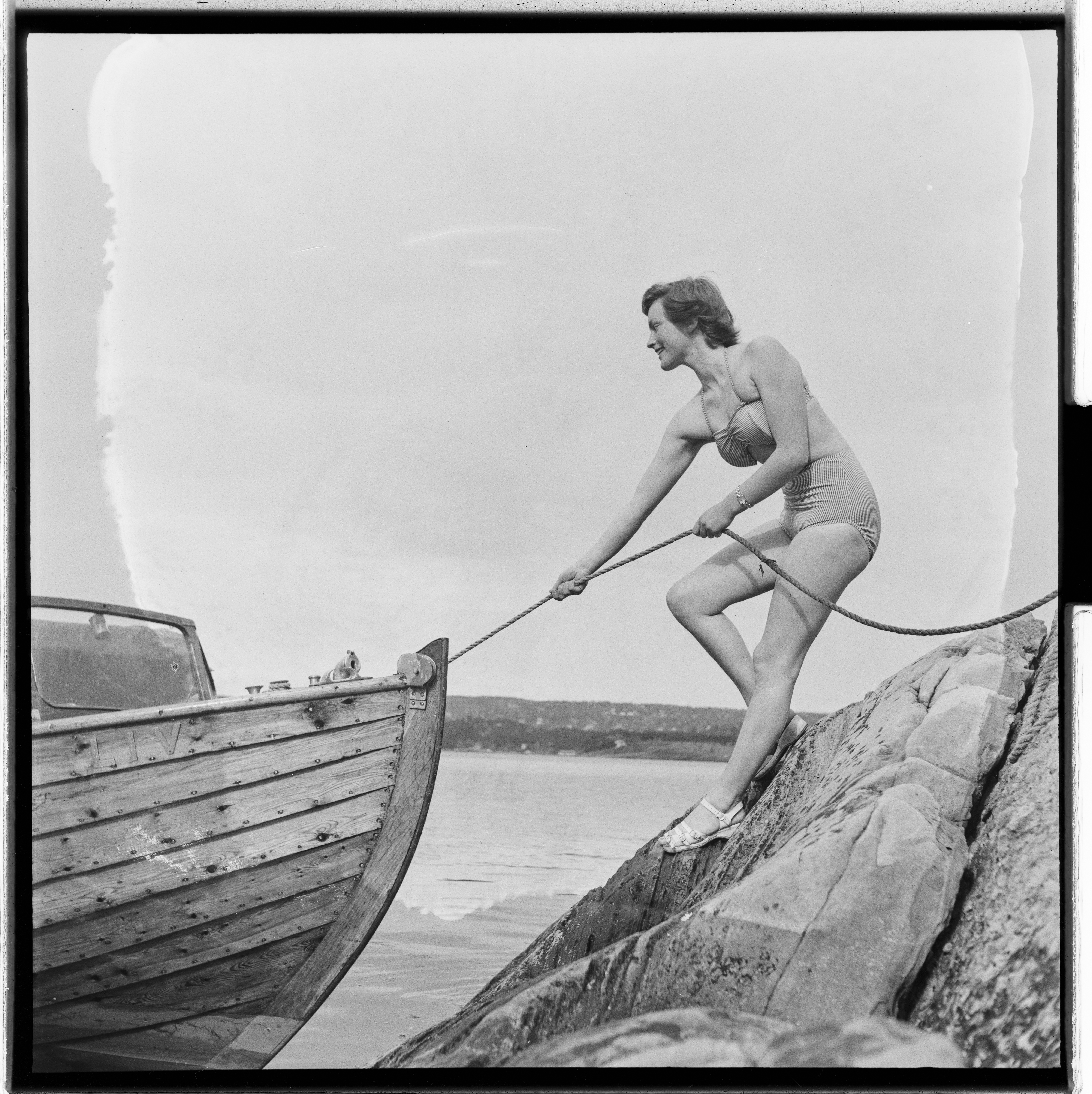
Reklama na plavky
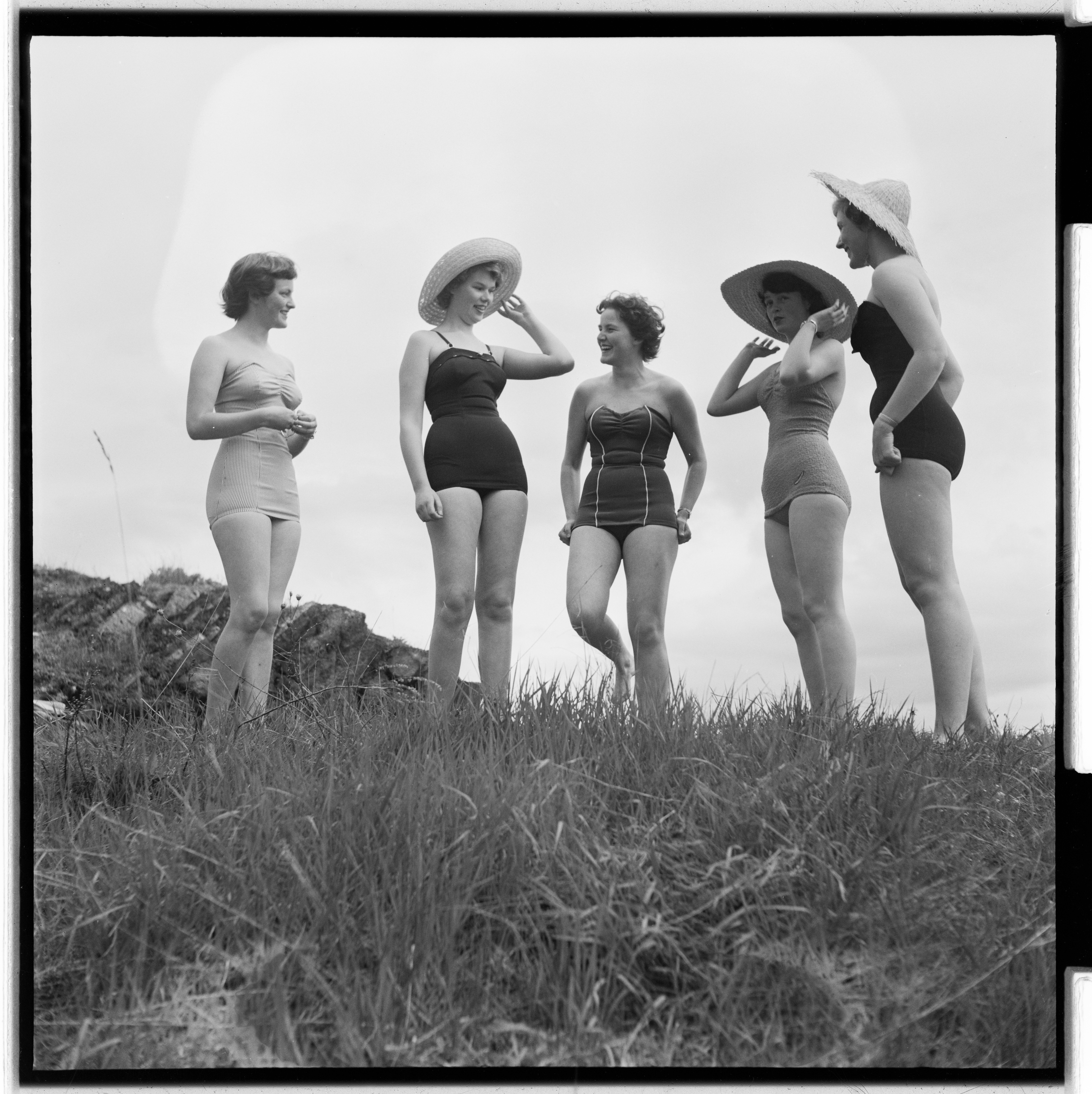
Reklama na plavky
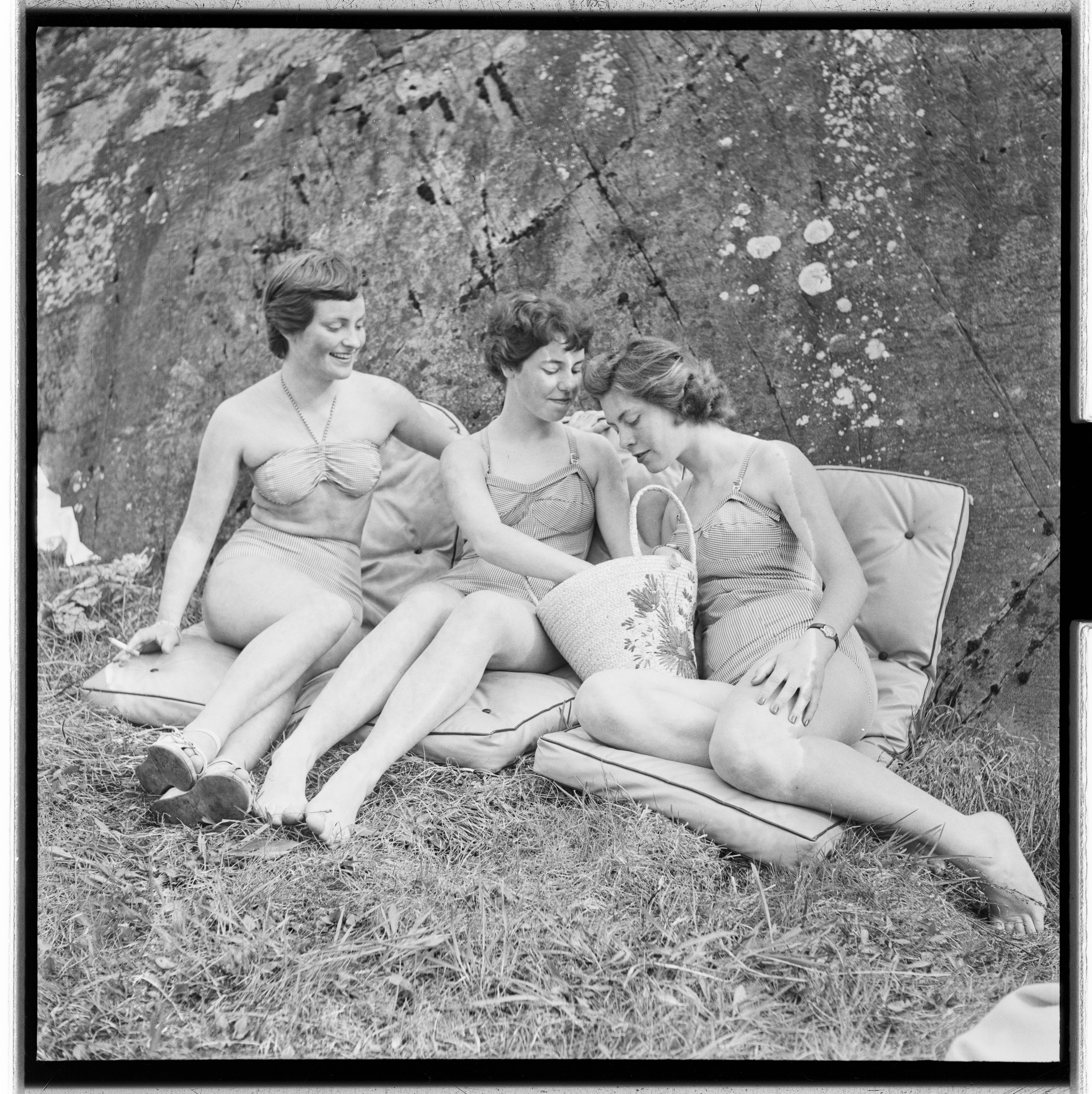
Reklama na plavky
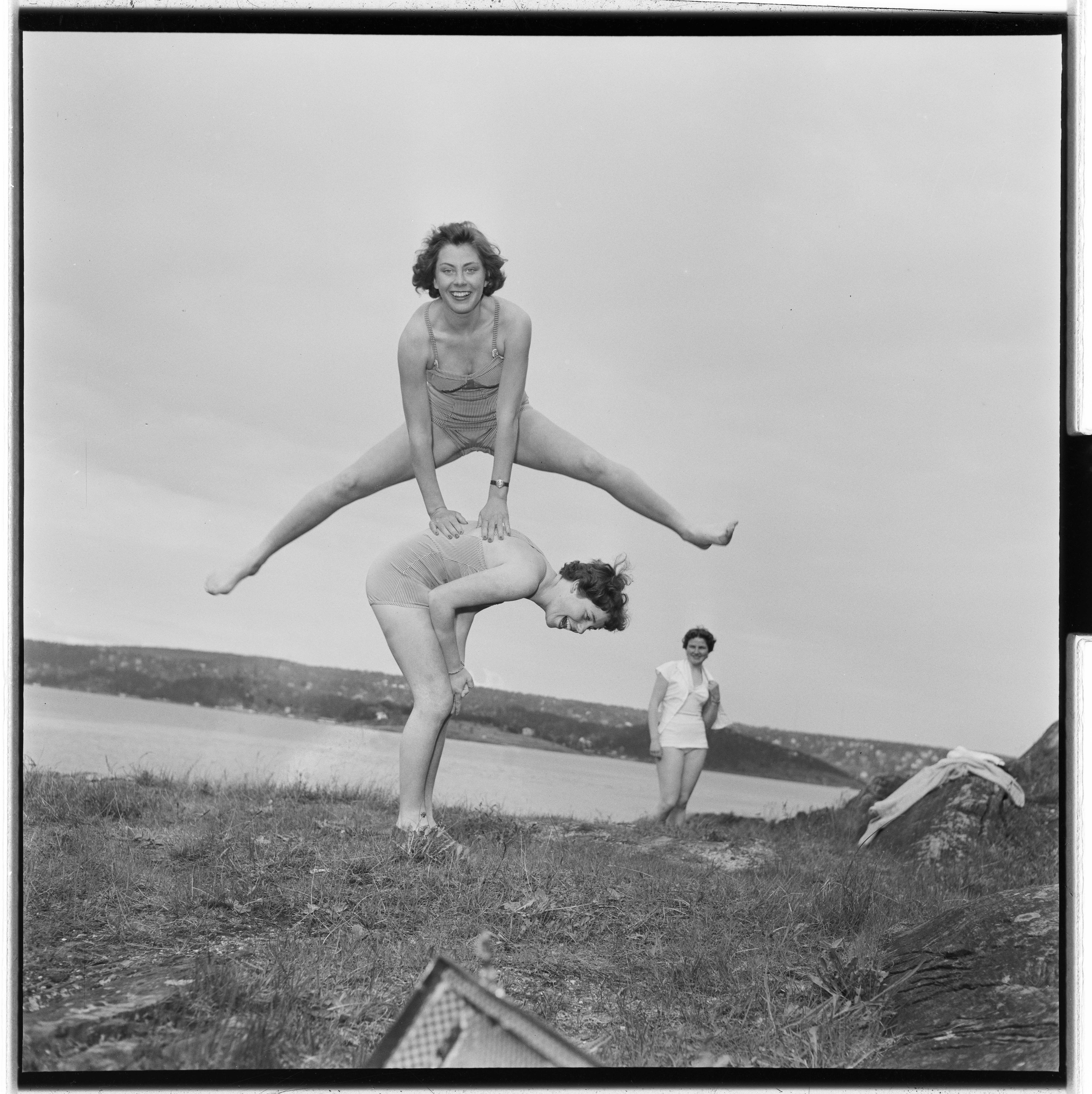
Reklama na plavky
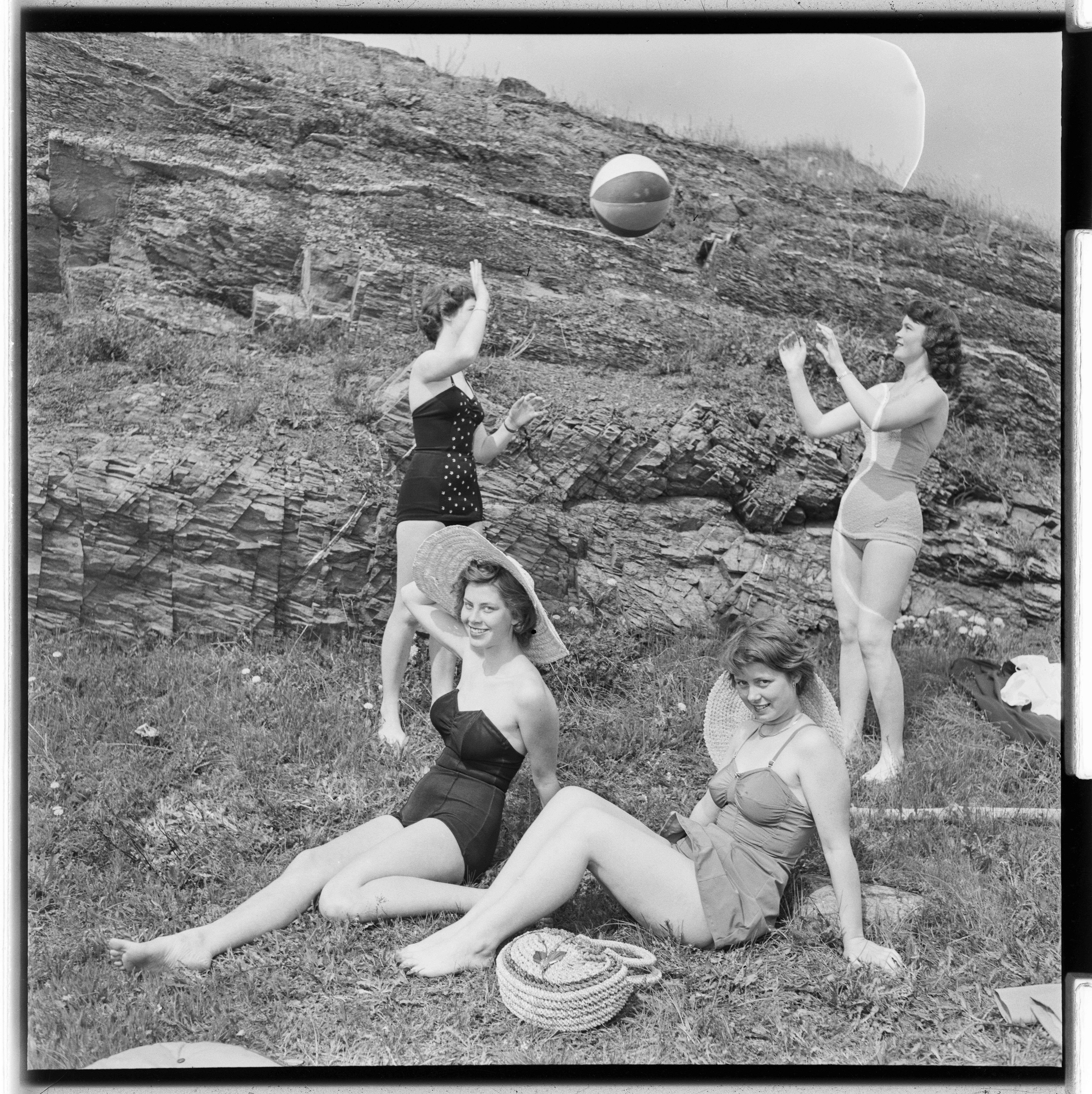
Reklama na plavky
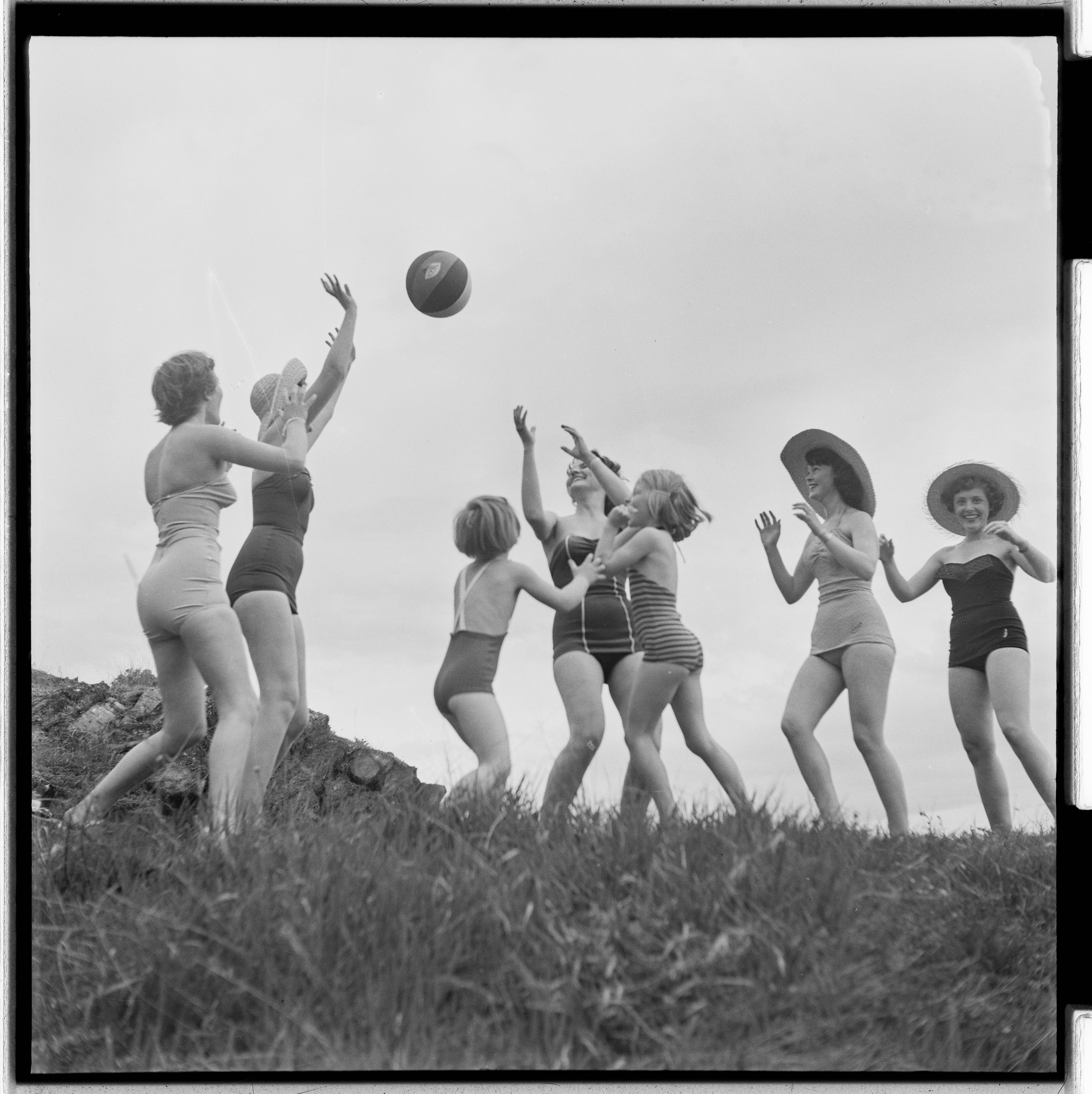
Reklama na plavky
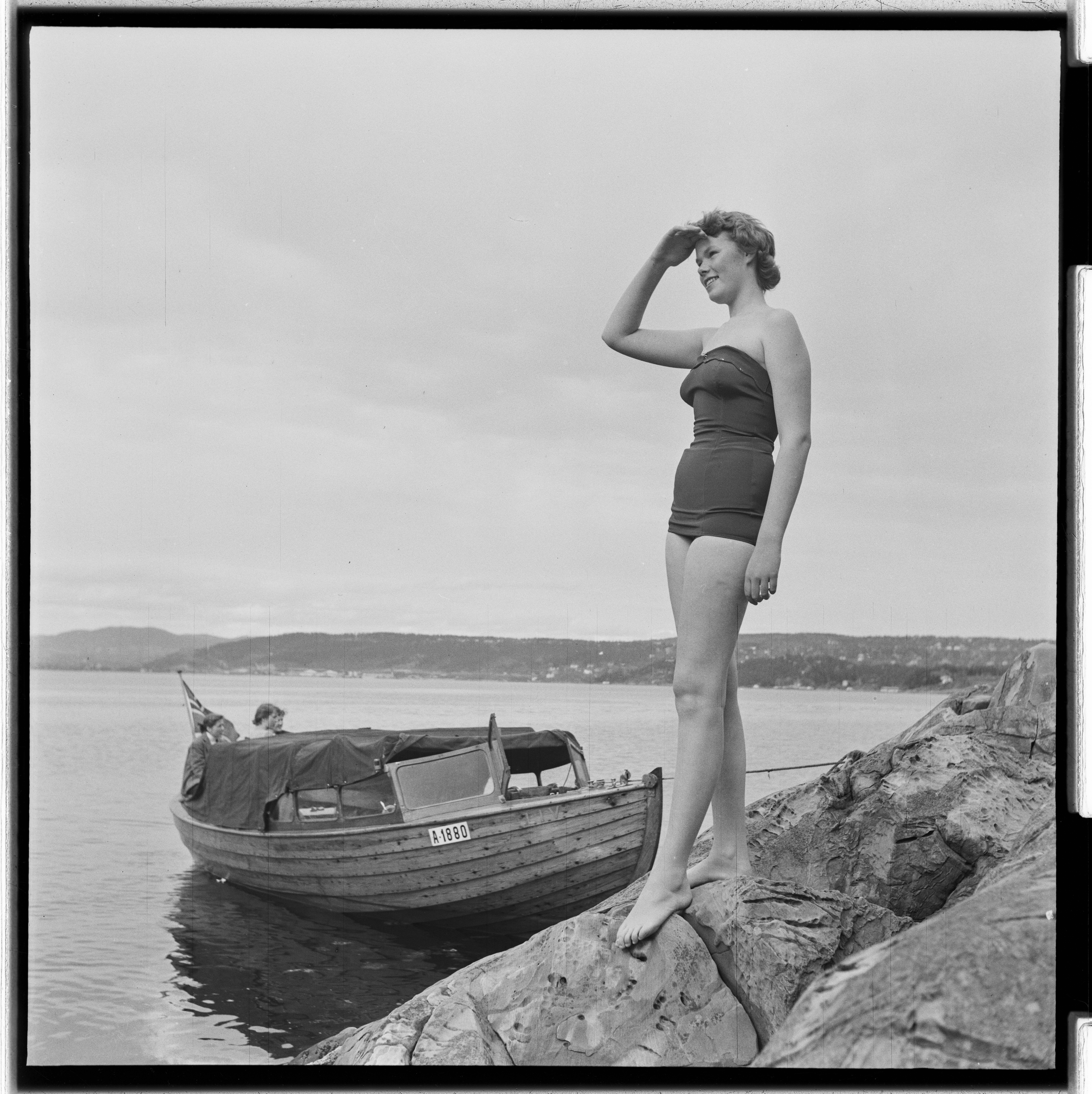
Reklama na plavky